# Zosterops meeki
Zosterops meeki е вид птица от семейство Zosteropidae.

## Разпространение
Видът е разпространен в Папуа Нова Гвинея.